# Meyerophytum
Meyerophytum ist eine Pflanzengattung aus der Familie der Mittagsblumengewächse (Aizoaceae). Der botanische Name der Gattung ehrt den deutschen Missionar Louis Gottlieb Meyer (1867–1958), der die Pflanzenwelt des Namaqualandes erkundete.

## Beschreibung
Die Arten der Gattung Meyerophytum wachsen kissenförmig oder als kompakte laubabwerfende Sträucher mit einer Wuchshöhen von bis zu 15 Zentimetern und einem Durchmesser von bis zu 30 Zentimetern. Die Internodien sind entweder verlängert oder sehr kurz. Die Triebe junger Pflanzen sind aufrecht, die alter Pflanzen niederliegend. Die Triebe sind verschiedenblättrig. Das erste Blattpaar des Jahres ist eiförmig, an der Unterseite leicht gekielt, auf etwa zwei Dritteln Länge miteinander verwachsen und bildet einen zweilappigen Körper. Das zweite Blattpaar ist länglich, abgestumpft und auf etwa der Hälfte miteinander verwachsen. Die Epidermis enthält elliptische Blasenzellen.
Die einzelnen, gestielten Blüten erscheinen aus dem Spalt an der Spitze des zweiten Blattpaares. Es sind 5 Kelchblätter vorhanden. Die Kronblätter sind durchgehend rosa-purpurfarbe, rosafarben und an der Basis weiß oder durchgehend weiß. Fadenförmige Staminodien fehlen oder es sind nur wenige vorhanden.
Die Kapselfrüchte sind 5 (selten 4 bis 7)-fächrig. Die Flügeldecken sind breit, Verschlusskörper können fehlen. Sie enthalten weißliche bis hellbraune, glatte Samen.
Die Chromosomenzahl ist {\displaystyle 2n=18}.

## Systematik und Verbreitung
Das Verbreitungsgebiet der Gattung Meyerophytum ist der Nordwesten und Westen des Namaqualandes in der südafrikanischen Provinz Nordkap. Die Pflanzen wachsen auf lehmigen Böden, die manchmal mit Quarzkies bedeckt sind. Die jährliche Niederschlagsmenge liegt unter 100 Millimeter, wobei der Hauptanteil im Winter fällt.
Die Erstbeschreibung wurde 1927 von Gustav Schwantes veröffentlicht. Der Holotypus ist Meyerophytum meyeri. Nach  Hans-Dieter Ihlenfeldt (2017) umfasst die Gattung Meyerophytum folgende Arten:
- Meyerophytum globosum (L.Bolus) Ihlenf.
- Meyerophytum meyeri (Schwantes) Schwantes

## Nachweise

## Weiterführende Literatur
- L. Bolus: Meyerophytum Schwant. In: Notes on Mesembryanthemum and allied genera. Band 3, S. 345–346, University of Cape Town 1958